# Kelli O'Hara
Kelli Christine O'Hara, née le 16 avril 1976 à Tulsa, est une chanteuse et actrice américaine, surtout connue pour son travail sur les scènes Broadway et opéra,.
Nommée huit fois aux Tony Awards, elle remporte le Tony Award de la meilleure actrice dans une comédie musicale en 2015, pour son rôle d'Anna Leonowens dans The King and I, qui lui vaut également une nomination aux Olivier Awards en 2019 à la suite du transfert londonien de cette production, jouée au London Palladium durant l'été 2018. O'Hara fut également nommée aux Tony Awards pour ses rôles dans The Light in the Piazza (2005), The Pajama Game (2006), South Pacific (2008), Nice Work If You Can Get It (2012), The Bridges of Madison County (2014), Kiss Me, Kate (2019) et Days of Wine and Roses (2024).
Elle a également joué des rôles dans diverses séries télévisées, comme Masters of Sex, 13 Reasons Why et The Gilded Age. Elle reçoit une nomination aux Emmy Awards pour son rôle de Katie dans la web-série créée et réalisée en 2017 par Arian Moayed, The Accidental Wolf.

## Jeunesse
Kelli O'Hara est née à Tulsa dans l'Oklahoma et a grandi à Elk City au sein d'une famille irlando-américaine. Elle fait sa scolarité à Deer Creek High School et réalise son cursus universitaire à l'Université d'Oklahoma City, où elle étudie la musique et plus précisément l'opéra et la performance vocale. O'Hara prend des cours de chant auprès de Florence Birdwell, qui fut également la professeure de chant de Kristin Chenoweth quatre ans plus tôt. O'Hara et Chenoweth ont toutes les deux fait partie de la sororité Gamma Phi Beta.

## Vie privée
En 2007, Kelli O'Hara épouse Greg Naughton, chanteur dans le groupe The Sweet Remains et fils de l'acteur James Naughton. Ils ont un fils, Owen James, né en 2009, ainsi qu'une fille, Charlotte, née en 2013.

## Filmographie

### Cinéma
| Année | Titre                                | Rôle             | Remarques     |
| ----- | ------------------------------------ | ---------------- | ------------- |
| 2005  | The Dying Gaul                       | Liz              |               |
| 2007  | The Key to Reserva (en)              | Grace Thornberry | Court métrage |
| 2009  | Clear Blue Tuesday (en)              | Femme anonyme    |               |
| 2010  | The Drawn Together Movie: The Movie! | Chanteuse        |               |
| 2010  | Sex and the City 2                   | Ellen            |               |
| 2018  | The Independents                     | Kelly            |               |
| 2020  | Tous nos jours parfaits              | Sheryl           |               |

## Rôles au théâtre et à l'opéra
Broadway
- Jekyll & Hyde (2000) : Kate (remplaçante) / Emma (doublure)
- Follies (2001) : La jeune Hattie/Ensemble, puis la jeune Hattie
- Sweet Smell of Success: The Musical (en) (2002) : Susan
- Dracula, the Musical (2004) : Lucy Westenra
- The Light in the Piazza (2005) : Clara Johnson
- The Pajama Game (2006) : Babe Williams
- South Pacific (2008) : Nellie Forbush
- Nice Work If You Can Get It (2012) : Billie Bendix
- The Bridges of Madison County (2014) : Francesca Johnson
- The King and I (2015) : Anna Leonowens
- Kiss Me, Kate (2019) : Lilli Vanessi/Katharine
- Days of Wine and Roses (2024) (en) : Kirsten Arnesen

West End
- The King and I (2018) : Anna Leonowens

Off-Broadway et théâtre régional
- Beauty by Tina Landau (2003) (La Jolla Playhouse)
- My Life with Albertine (2003) : Albertine (Off-Broadway)
- The Light in the Piazza (2004) : Franca (à Seattle et Chicago)
- Far From Heaven (2012) : Cathy Whitaker (première en développement, Williamstown Theatre Festival)
- The King and I (2019) : Anna Leonowens (Tokyu Orb Theatre)
- Days of Wine and Roses (2023) (en) : Kirsten Arnesen (première mondiale, Atlantic Theater Company)

Opéras
- La veuve joyeuse de Franz Lehár (2014) : Valencienne (Metropolitan Opera)
- Dido and Aeneas de Henry Purcell (2016) : Dido (MasterVoices et l'orchestre de St. Luke's)
- Così fan tutte de Wolfgang Amadeus Mozart (2018) : Despina (Metropolitan Opera)
- The Hours de Kevin Puts (2022, 2024) : Laura Brown (Metropolitan Opera)

## Distinctions
| Année | Prix                           | Catégorie                                                       | Pour                                         | Résultat   |
| ----- | ------------------------------ | --------------------------------------------------------------- | -------------------------------------------- | ---------- |
| 2005  | Tony Award                     | Meilleure actrice dans un second rôle dans une comédie musicale | The Light in the Piazza (en)                 | Nomination |
| 2005  | Outer Critics Circle Award     | Meilleure actrice dans un second rôle dans une comédie musicale | The Light in the Piazza (en)                 | Nomination |
| 2006  | Tony Award                     | Meilleure actrice dans une comédie musicale                     | The Pajama Game                              | Nomination |
| 2006  | Drama Desk Award               | Meilleure actrice dans une comédie musicale                     | The Pajama Game                              | Nomination |
| 2006  | Outer Critics Circle Award     | Meilleure actrice dans une comédie musicale                     | The Pajama Game                              | Nomination |
| 2008  | Tony Award                     | Meilleure actrice dans une comédie musicale                     | South Pacific                                | Nomination |
| 2008  | Drama Desk Award               | Meilleure actrice dans une comédie musicale                     | South Pacific                                | Nomination |
| 2008  | Outer Critics Circle Award     | Meilleure actrice dans une comédie musicale                     | South Pacific                                | Nomination |
| 2012  | Tony Award                     | Meilleure actrice dans une comédie musicale                     | Nice Work If You Can Get It (en)             | Nomination |
| 2012  | Grammy Award                   | Meilleur album de comédie musicale                              | Nice Work If You Can Get It (en)             | Nomination |
| 2012  | Drama Desk Award               | Meilleure actrice dans une comédie musicale                     | Nice Work If You Can Get It (en)             | Nomination |
| 2012  | Drama League Award             | Distinguished Performance                                       | Nice Work If You Can Get It (en)             | Nomination |
| 2012  | Outer Critics Circle Award     | Meilleure actrice dans une comédie musicale                     | Nice Work If You Can Get It (en)             | Nomination |
| 2014  | Tony Award                     | Meilleure actrice dans une comédie musicale                     | The Bridges of Madison County (en)           | Nomination |
| 2014  | Drama Desk Award               | Meilleure actrice dans une comédie musicale                     | The Bridges of Madison County (en)           | Nomination |
| 2014  | Drama League Award             | Distinguished Performance                                       | The Bridges of Madison County (en)           | Nomination |
| 2014  | Outer Critics Circle Award     | Meilleure actrice dans une comédie musicale                     | The Bridges of Madison County (en)           | Nomination |
| 2015  | Tony Award                     | Meilleure actrice dans une comédie musicale                     | The King and I                               | Lauréat    |
| 2015  | Grammy Award                   | Meilleur album de comédie musicale                              | The King and I                               | Nomination |
| 2015  | Drama League Award             | Distinguished Performance                                       | The King and I                               | Nomination |
| 2015  | Outer Critics Circle Award     | Meilleure actrice dans une comédie musicale                     | The King and I                               | Nomination |
| 2018  | Emmy Award                     | Meilleure actrice dans une mini-série ou téléfilm               | The Accidental Wolf                          | Nomination |
| 2018  | Evening Standard Theatre Award | Meilleure interprétation musicale                               | The King and I                               | Nomination |
| 2019  | Olivier Award                  | Meilleure actrice dans une comédie musicale                     | The King and I                               | Nomination |
| 2019  | Tony Award                     | Meilleure actrice dans une comédie musicale                     | Kiss Me, Kate                                | Nomination |
| 2019  | Outer Critics Circle Award     | Meilleure actrice dans une comédie musicale                     | Kiss Me, Kate                                | Nomination |
| 2019  | Drama League Award             | Distinguished Performance                                       | Kiss Me, Kate                                | Nomination |
| 2019  | Drama League Award             | Distinguished Achievement in Musical Theatre                    | Distinguished Achievement in Musical Theatre | Lauréat    |
| 2023  | Screen Actors Guild Award      | Meilleure distribution pour une série télévisée dramatique      | The Gilded Age                               | Nomination |
| 2024  | Tony Award                     | Meilleure actrice dans une comédie musicale                     | Days of Wine and Roses (en)                  | Nomination |
| 2024  | Drama Desk Award               | Meilleure actrice dans une comédie musicale                     | Days of Wine and Roses (en)                  | Lauréat    |
| 2024  | Drama League Award             | Distinguished Performance                                       | Days of Wine and Roses (en)                  | Nomination |
| 2024  | Outer Critics Circle Award     | Meilleur interprète dans une comédie musicale                   | Days of Wine and Roses (en)                  | Lauréat    |